# Реджеп Тайїп Ердоган
Редже́п Тайї́п Ердога́н (тур. Recep Tayyip Erdoğan; нар. 26 лютого 1954, Стамбул, Туреччина) — турецький державний діяч, політик. Президент Туреччини з 28 серпня 2014 року.
Прем'єр-міністр Туреччини (2003—2014). Лідер турецької керівної Партії справедливості і розвитку. У 1994–1998 роках був мером Стамбула. 2018 року знову був обраний Президентом на дострокових виборах в Туреччині. Почесний доктор МДІМВ.

## Біографія
Народився в стамбульському районі Бейоглу 26 лютого 1954 року. Його батьки були родом з Різе, міста на північному сході Туреччини. Ахмет Ердоган (Ahmet Erdogan), батько Реджепа, працював у береговій охороні. Реджеп був його сином від другої дружини Тензіле (Tenzile).
У 1965 році закінчив початкову школу Пійале Паша (Piyale Pasa), а в 1973 році релігійний ліцей імама Хатіпа (Imam Hatip Lisesi) в Стамбулі. Оскільки диплома релігійного ліцею було недостатньо для вступу до більшості університетів, Ердоган також склав додаткові іспити в ліцеї Ейюп (Eyup Lisesi). Вже в шкільні роки Ердоган відрізнявся релігійністю і навіть носив прізвисько Ходжа. В той же час через бідність родини Ердоган був змушений займатися вуличною торгівлею. З 1969 року впродовж довгого часу Ердоган також активно займався футболом у складі ряду юнацьких команд, причому в таємниці від свого батька, який не схвалював це захоплення.

### Початок політичної діяльності
Вищу освіту здобув на факультеті економіки і комерційних наук Університету Мармара, який закінчив у 1981 році. Ще в університеті Ердоган став активістом «Національної турецької студентської асоціації» (Milli Türk Talebe Birlik).
У 1976 році (за іншими відомостями — в 1975 році) він очолив молодіжний осередок проісламістської Партії національного порятунку Milli Selamet Partisi в стамбульському районі Бейоглу, а потім того ж року й молодіжне відділення партії в Стамбулі. Ці посади Ердоган займав аж до військового перевороту 12 вересня 1980 року, після якого діяльність всіх політичних партій, що існували в той час, була заборонена. До 1980 року Ердоган також працював у стамбульських транспортних організаціях, але після путчу він позбувся роботи. У подальші кілька років Ердоган працював менеджером у приватному секторі і займався бізнесом, в 1982 році служив в армії.
У 1983 році була заснована «Партія добробуту» Refah Partisi, що сповідала погляди, схожі з «Партією національного порятунку», і Ердоган повернувся в політику.
У 1984 році він став головою відділення партії в Бейоглу, а вже в 1985 році був призначений головою стамбульського відділення і в тому ж році (за іншими даними — наступного року) увійшов до вищої керівної ради партії. Очолюючи партійну організацію в Стамбулі, Ердоган активно залучав до діяльності партії простих жителів Стамбулу. Проте, він невдало виступив на парламентських виборах в 1986 році і на місцевих виборах в Бейоглу в 1989 році.
У 1991 році на парламентських виборах Ердоган виступив значно краще, ніж раніше, проте депутатом парламенту все одно не став.

### Мер Стамбула
У березні 1994 року в Туреччині пройшли місцеві вибори, в результаті яких Ердоган був вибраний мером Стамбула. Знаходячись на цій посаді, Ердоган добився значних успіхів в озелененні міста, вирішенні низки проблем, пов'язаних з вивозом сміття і забезпеченням водою, а також деяких соціальних питань, і здобув значну популярність. При цьому він продовжував підтримувати політику ісламізму лідера Партії добробуту Неджметтина Ербакана (який з 1996 по 1997 рік очолював турецький уряд) і просував деякі мусульманські ідеї у власній політиці, наприклад, обмежуючи споживання алкогольних напоїв у Стамбулі.
У 1997 році уряд Ербакана був вимушений піти у відставку, і незабаром Партія добробуту була заборонена.
У 1998 році Ердоган був засуджений за публічне декламування вірша, що розпалює релігійну ворожнечу, на мітингу в грудні 1997 року в провінції Сіїрт, і мусив піти з посади мера Стамбула. Суд засудив Ердогана до десятимісячного ув'язнення, але фактично він провів у в'язниці лише чотири місяці з березня по липень 1999 року, і був звільнений достроково.
Замість забороненої Партії добробуту в 1999 році була створена «Партія чесноти» (Fazilet Partisi), в якій Ердоган очолив реформістське крило.
У липні 2001 року була заборонена і «Партія чесноти», після чого в серпні того ж року Ердоган виступив як один із засновників «Партії справедливості і розвитку» Adalet ve Kalkinma Partisi і був вибраний її головою. У листопаді 2002 року «Партія справедливості і розвитку» на виборах отримала в парламенті значну більшість місць, що дозволило їй сформувати однопартійний уряд. Партія Ердогана стала першою за 16 років партією, що дістала можливість проводити законні реформи незалежно від інших політичних партій.

### На чолі уряду
Незважаючи на лідерство в партії, в 2002 році Ердоган згідно з законом не міг увійти ні до парламенту, ні до уряду через те, що у минулому він мав судимість. В результаті уряд очолив соратник Ердогана Абдулла Гюль (Abdullah Gul). Втім, вже до весни 2003 року парламент прийняв відповідні зміни в законодавстві, так що 9 березня, набравши 85 відсотків голосів, Ердоган був вибраний депутатом парламенту від Сіїрта, і вже 11 березня (за іншими джерелами — 15 березня) президент Туреччини Ахмет Недждет Сезер (Ahmet Necdet Sezer) призначив його прем'єр-міністром, в руках якого в Туреччині фактично концентрується основна влада.
Хоча Ердоган і представлявся як ісламіст, він від початку своєї діяльності на посаді голови уряду заявляв про те, що не збирається відходити від світських принципів, що лежать в основі сучасного державного устрою Туреччини. Серед найважливіших досягнень Ердогана на посту прем'єр-міністра відзначаються грошова реформа, яка пройшла у 2004–2005 роках і привела до зменшення інфляції, боротьба з корупцією, будівництво нових соціальних установ, електростанцій, зміцнення демократичних цінностей. Перетворення часів Ердогана оцінювалися як «мовчазна революція». Разом з тим представники Європейського союзу в середині 2000-х років акцентували увагу на утисках свободи слова в Туреччині, пов'язаних з переслідуваннями за статтею 301 Кримінального кодексу, що забороняє образу «турецькості»: саме за цією статтею звинувачувалися, зокрема, письменник Орхан Памук (тур. Orhan Pamuk), що став пізніше лауреатом Нобелівської премії, і згодом убитий відомий журналіст вірменського походження Грант Дінк (Hrant Dink).
В області зовнішньої політики уряд Ердогана, в якому до 2007 року місце міністра закордонних справ займав Гюль, проводив курс на інтеграцію в Європейський союз і вирішення проблеми Кіпру, що фактично складається з двох держав, — грецької і турецької. У 2004 році Ердоган став першим з 1988 року главою турецького уряду, що відвідав Грецію. У тому, що стосувалося політики США в регіоні, позиція Туреччини під керівництвом Ердогана залишалася неоднозначною. Хоча Туреччина постійно представлялася як один з основних американських союзників на Близькому Сході, зовнішній курс уряду Ердогана був багато в чому направлений на незалежність від дій США. Зокрема, в березні 2003 року Туреччина не допустила на свою територію американські війська, що готувалися до війни в Іраку, і тим самим перешкодила відкриттю другого північного фронту в Іраку, що значною мірою сприяло зміцненню відносин Туреччини з іншими країнами Близького Сходу, зокрема з Іраном і Сирією.
Уряд Ердогана також робив деякі зусилля для вирішення проблеми курдського сепаратизму на південному сході Туреччини. Хоча ще в 2002 році Ердоган заперечував існування курдського питання, знаходячись на посту прем'єр-міністра, він довгий час проводив політику заспокоєння курдського населення, розширюючи його політичні і культурні права і приділяючи увагу економіці курдських районів, а в 2005 році навіть визнав помилковість попередньої політики держави відносно курдів.
Проте, уряд Ердогана продовжував сприйматися як ісламістський. У 2007 році опозиція заблокувала кандидатуру Гюля на виборах президента, що привело до нової політичної кризи. У липні того ж року були проведені дострокові парламентські вибори, на яких «Партія справедливості і розвитку» знов отримала значну більшість, що все ж таки дозволило їй провести Гюля в президенти.
З другої половини 2007 року посилилася політика уряду Ердогана з курдського питання. Так, Ердоган відмовився збільшити обсяг викладання курдською мовою. Починаючи з кінця 2007 року турецька армія за згодою уряду і парламенту проводила бойові операції, у тому числі і на території Іраку, проти Робітничої партії Курдистану, що вела партизанську війну. Деякі аналітики оцінювали ці операції як поступку Ердогана турецькому «секуляристському» генералітету, що протистояв уряду «ісламістів». На цьому фоні в березні 2008 року Ердоган заявив про нові інвестиції в економіку курдських районів.
У березні 2008 року генеральний прокурор Туреччини зажадав припинити діяльність Партії справедливості і розвитку і заборонити її основним функціонерам, зокрема Ердогану і Гюлю, брати участь в будь-яких партіях протягом п'яти років. Партія, проте, підтвердила свої демократичні прагнення, коли турецький парламент 1 травня з подачі уряду Ердогана прийняв символічну поправку до статті 301, формулювання, що пом'якшило її, і покарання за її порушення. У липні 2008 року Верховний суд Туреччини оголосив незаконною березневу вимогу генерального прокурора.
В травні 2010 року Реджеп Ердоган із кількома міністрами відвідав з офіційним візитом Афіни. Проведені переговори, на думку аналітиків, стали проявом «потепління» у відносинах між державами, принаймні Ердоган став першим прем'єр-міністром Туреччини, який двічі відвідав Грецію. Водночас голова МЗС Туреччини Ахмет Давутоглу заявив, що турецький уряд працює над створенням «атмосфери психологічних змін» у відносинах між двома країнами.
В листопаді 2010 року міжнародна організація «Wikileaks» оприлюднила звинувачувальні дані про багатьох політичних лідерів, в тому числі і про Реджепа Ердогана. 1 грудня 2010 року Ердоган обіцяв піти у відставку, якщо підтвердяться обвинувачення на його адресу, а також виступив з вимогою до влади США покарати за наклеп на адресу Туреччини, яка зокрема звинувачувалась у плануванні війни з Грецією, підтримці Аль-Каїди тощо.

## Президент Туреччини
Обраний 10 серпня 2014, вступив на посаду 28 серпня 2014. Ердоган переміг вже у першому турі, набравши 51,49 % голосів. Ці вибори стали першими всенародними виборами президента Туреччини, бо раніше він обирався парламентом.

### Зовнішня політика
Турецько-російські відносини
27 квітня 2015 року відповідаючи на визнання Путіним «геноцидом» масове вбивство вірмен турками-османами у 1915 році заявив, що російська влада має понести відповідальність за свої дії в Україні. У той же день Ердоган у письмовому зверненні заявив, що Туреччина поділяє біль вірменського народу у зв'язку з трагічними подіями 1915 року.
У листопаді 2015 року між Туреччиною та Росією спалахнув конфлікт через збиття російського літака Су-24, який порушив повітряний простір країни на кордоні з Сирією. Це був перший випадок за 62 роки, коли російський військовий літак був збитий винищувачами НАТО. Напруженими відносини між Росією й Туреччиною залишалися протягом семи місяців, поки Реджеп Ердоган не висловив жаль Путіну у зв'язку з загибеллю пілота. 9 серпня Путін та Ердоган провели спільну прес-конференцію у Санкт-Петербурзі.
Відносини з Україною
2 серпня 2015 року у своєму зверненні до учасників II Всесвітнього конгресу кримських татар заявив, що для Туреччини основним пріоритетом у становищі України є спокій, добробут і безпека кримських татар. Він запевнив кримських татар у підтримці й підкреслив, що Туреччина не визнає російську анексію Криму.
20 серпня 2016 р. під час телефонної розмови з Петром Порошенком підкреслив, що Туреччина й надалі підтримуватиме цілісність України і не визнає російську анексію Криму.
8 грудня 2021 року президент Ердоган заявив, що Туреччина готова бути посередником між Україною та Росією у будь-якому зручному форматі та готова надати максимальну підтримку для зменшення напруги між ними. Президент Туреччини висловив сподівання, що стабільність у регіоні збережеться і напруження більше не зростатиме.
3 лютого 2022 року президент Туреччини Реджеп Тайїп Ердоган, в ході свого офіційного візиту до України, провів зустріч з Президентом України Володимиром Зеленським та взяв участь в підписанні низки двосторонніх документів. 5 лютого 2022 року, Президент Ердоган повідомив про позитивний тест на коронавірус через день після візиту в Україну.
З 24 лютого 2022 року під час повномасштабного нападу Росії на Україну, займає загалом проукраїнську позицію, надаючи військову підтримку, в тому числі і ударні безпілотники Bayraktar.

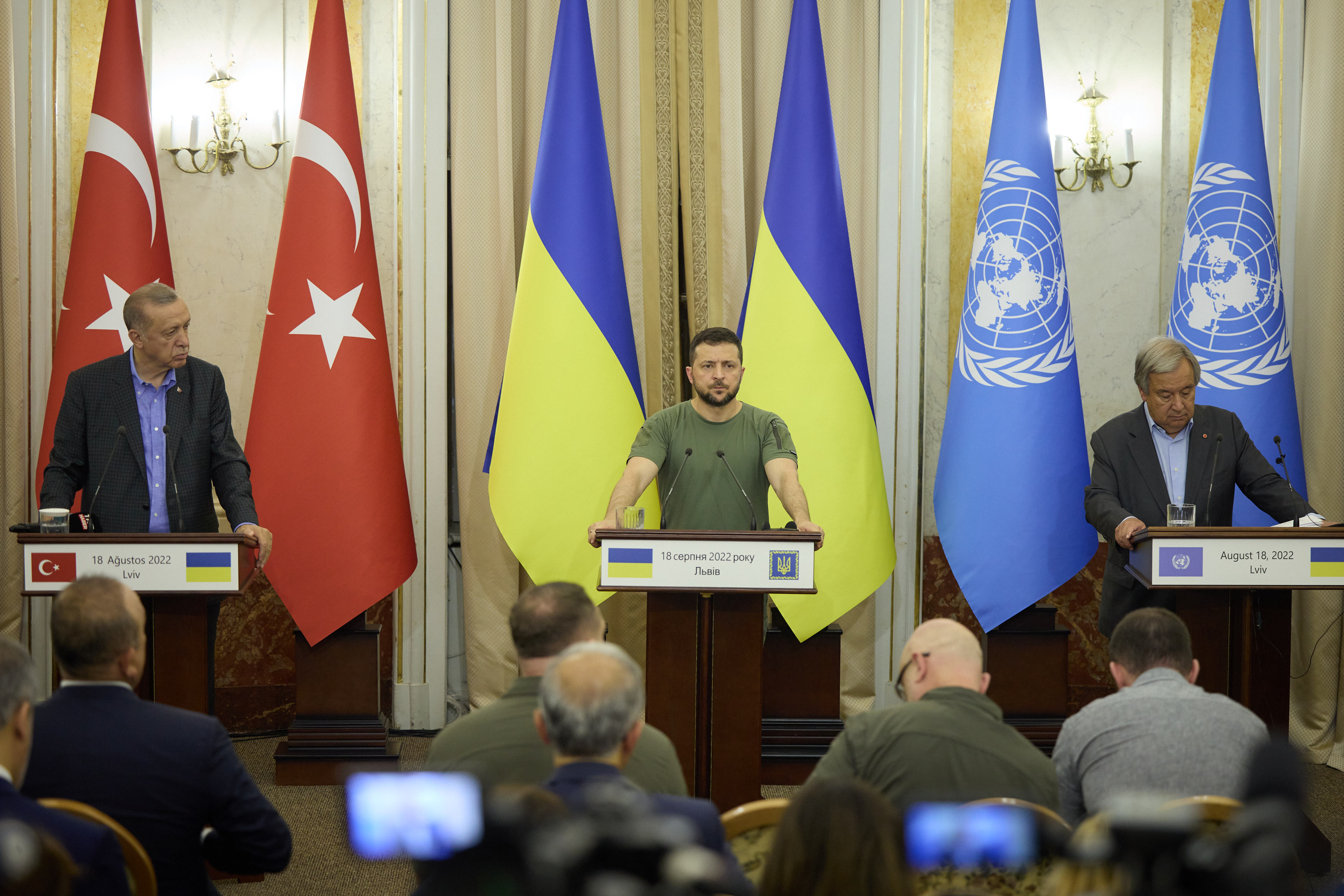
Ердоган, Володимир Зеленський і Антоніу Гутерреш, Львів, Україна, 18 вересня 2022

21 вересня 2022 року за посередництва Ердогана в результаті обміну полоненими з Росією було звільнено рекордну кількість українських військових — 215, у тому числі бійці, які очолювали оборону заводу «Азовсталь» у Маріуполі..
28 лютого 2024 року президент Ердоган під час спілкування з Володимиром Путіним заявив, що Туреччина готова провести мирні переговори між Росією та Україною. Заявив президент Туреччини до учасників Саміту «Україна-Південно-Східна-Європа».
8 березня 2024 року президент Туреччини Реджеп Тайїп Ердоган та президент України Володимир Зеленський не дійшли згоди в питанні участі Росії у саміті Миру. Глава турецької Держави нагадав про переговори, які відбулися в Стамбулі в перші дні після початку повномасштабного вторгнення Росії в Україну. Зеленський відзначив, що Україна не бачить представників Росії на Заході, які називають Глобальним саміт Миру. Реджеп Ердоган під час візиту Володимира Зеленського до Туреччини підтримав членство України в НАТО і продовження «зернової Угоди». Він, також, анансував візит до Країни президента Росії Володимира Путіна.
19 березня 2024 р. президент Ердоган заявив, що Туреччина готова до будь-якої ролі, щоб сприяти переговорам між Україною та Росією. Про це Йдеться у Дописі Директорату з Комунікації Адміністрації Президента Туреччини в Соцмережі Х.
Відносини з ЄС:
Переговори з Туреччиною про вступ до ЄС почались 2005 року — через 18 років після подачі Анкарою відповідної заявки.
2 квітня 2017 р. президент Ердоган заявив, що Туреччину не приймають до Європейського Союзу, бо «ЄС — це християнський союз». 1 жовтня того ж року він сказав, що Туреччина більше не потребує приєднання до Євросоюзу, але не має наміру в односторонньому порядку виходити з переговорів. Він вважає, що ЄС «не виправдав надій» Анкари в боротьбі проти тероризму, але натякнув, що ЄС потребує Туреччини. «Якщо Євросоюз збирається рухатись вперед, є тільки один шлях для цього, а саме: дати Туреччині членство і почати дії, що сприяють культурному й економічному зростанню» — сказав президент Туреччини.
6 травня 2018 року за місяць до дострокових виборів повідомив, що Туреччина ніколи не відмовлялась від своєї цілі вступити у ЄС і його країна продовжить рухатися в бік членства у Євросоюзі. Однак вже через два дні після перемоги Ердогана, 26 червня у підсумковій заяві Ради ЄС було сказано, що переговори про вступ Туреччини до ЄС призупинені, але через операції з біженцями вона залишається в статусі кандидата на вступ. У цілому країна прийняла у себе майже 3,6 млн біженців. Захід критикує турецьку владу за відхід від верховенства закону в країні, ситуацію з правами людини і свободою вираження думок, переслідування журналістів, правозахисників та науковців. Крім того, припиняється робота зі зміцнення митного союзу між Анкарою та Брюсселем. Австрія вимагала офіційного припинення переговорів про вступ Туреччини до Євросоюзу, але вона не знайшла підтримки. 2 Жовтня 2023 року президент Ердоган заявив, що Туреччина не прийме Нових вимог ЄС щодо Вступу, якщо блок не скасує Візовий режим для її громадян. Він додав, що «Туреччина нічого більше не очікує від Євросоюзу, якщо примушує чекати нас у своїх воріт 40 років».
1 Жовтня 2023 р. Реджеп Ердоган заявив, що вже Нічого не чекає від Європейського Союзу.

### Відносини з НАТО
Коли Ердоган був прем'єр-міністром, Туреччина стала зближуватися з КНР та РФ. Він відвідав із офіційними візитами Китай та Росію, запропонувавши приєднати Туреччину до ШОС. Тоді ряд експертів відзначили, що подібні кроки гальмують процес вступу Туреччини до ЄС.
1 вересня 2019 р. Ердоган заявив, що Анкара не буде відмовлятися від членства в НАТО. Міністр закордонних справ Туреччини Мевлют Чавушоглу теж підтвердив, що незважаючи на закупівлі у Росії систем ППО С-400, Туреччина залишається вірним союзником НАТО.
Війна із курдами:
16 жовтня 2019 року президент Ердоган заявив що наступ Туреччини проти курдів триватиме й відкинув заклик США до припинення вогню з ними. Туреччина твердить, що почала наступ, аби відтіснити курдську загони народної самооборони, які вважає терористами, подалі від своїх кордонів .
У лютому 2022 року президент Ердоган закликав Путіна очистити північ Сирії від курдів .
23 червня 2023 р. Р. Ердоган заявив, що вимагає від Швеції вислати підозрюваних курдів перед вступом до НАТО .
11 березня 2024 р. Реджеп Ердоган заявив, що Туреччина хоче розширити військову операцію проти курдських бойовиків Іраку .

### Внутрішня політика
7 червня 2016 року президент Ердоган підписав закон, який дозволяє позбавляти депутатів недоторканості від судового переслідування з метою притягнення до відповідальності депутатів від курдської опозиції за звинуваченням в тероризмі. Ухвалений документ був розкритикований чиновниками країн Євросоюзу.
Спроба військового перевороту у липні 2016 року
У ніч на 16 липня 2016 року в Туреччині групою військових була здійснена спроба державного перевороту. Танки намагалися атакувати будівлю парламенту, а готель у Мармарисі, де перебував у відпустці президент Ердоган, піддався бомбардуванню, але вже після того, як глава держави виїхав звідти. Контроль над небом в Анкарі взяли винищувачі, які збили один із гелікоптерів заколотників.
Ближче до п'ятої ранку президент Ердоган прилетів до Стамбула, де вийшов до натовпу своїх прихильників і заявив, що заколотники будуть якнайсуворіше покарані. У Туреччині було введено воєнний стан і комендантську годину. Уряду вдалося взяти під контроль ситуацію в країні
. У сутичках загинуло 265 осіб, близько 1440 осіб було поранено. Зокрема, було вбито 60 поліцейських. Станом на травень 2017 р. з часу спроби перевороту було затримано 154 694 осіб, 50 136 осіб було ув'язнено за підозру у зв'язках з рухом Фетхуллаха Ґюлена, який мешкає у США і його звинуватили в організації спроби перевороту. Рішення про скасування кримінального переслідування було винесено щодо 2 763 осіб, 45 708 затриманих були звільнені судом умовно, 12 753 були відпущені співробітниками поліції та прокуратури, 7 430 були звільнені через відсутність доказів, серед них 1 312 військовослужбовці, 1 247 поліцейських, 9 віцегубернаторів, 3 губернатори та інші.
Ердоган виступив за покарання заколотників смертною карою, яка була скасована в Туреччині у 2004 році. У липні 2017 р. президент Туреччини підтвердив, що підтримує запровадження смертної кари. Він упевнений, що якщо відповідний проєкт закону надійде до парламенту, то парламент його ухвалить, після чого він поставить свій підпис під законопроєктом. У Брюсселі відповіли, що відновлення цієї міри покарання поставить хрест на намірах Туреччини вступити до ЄС. Комісар ЄС Йоганнес Ган заявив, що Туреччина за президента Ердогана «стала спиною до Брюсселя». У свою чергу турецький президент наголошував, що Анкара або отримає сигнал нового етапу переговорів щодо вступу в ЄС, або скаже Європі «до побачення».
Конституційний референдум
16 квітня 2017 р. в Туреччині відбувся конституційний референдум, на який було винесено питання про схвалення 18 поправок до Конституції, які передбачають перехід від парламентської форми правління до президентської республіки, скасування посади прем'єр-міністра, збільшення числа депутатів парламенту і реформування Верховної ради прокурорів та суддів. Зміни підтримали 51,44 % турків, тоді як 48, 59 % виступили проти. Явка складала 85,32 %. Найбільше місто Туреччини — Стамбул — проголосувало проти змін, а столиця Анкара — з невеликою перевагою — «за». У всенародному голосування взяли участь 55 мільйонів осіб.
Противників конституційних поправок залякували, а урядові ЗМІ називали їх ворогами та змовниками. Депутатів опозиційних сил, зокрема, прокурдської «Партії демократії народів» арештовували.
Президентські вибори 2018 року
У квітні 2018 року Реджеп Тайїп Ердоган заявив, що 24 червня 2018 року в Туреччині пройдуть дострокові президентські та парламентські вибори і пояснив це тим, що країні потрібні нові вибори, аби позбавити її «хвороб старої системи». «Події в Сирії та інших країнах зробили нагальною необхідність перейти на нову виконавчу систему, аби посилити майбутній шлях розвитку нашої країни» — сказав Ердоган у прямому етері. Деякі журналісти пояснювали перенесення виборів тим, що у 2018 році турецька ліра досягла рекордних мінімальних показників і стала найгіршою валютою на ринках країн, що розвиваються та високим рівнем інфляції. Прихильники Ердогана вважали, що президент хоче внести ясність після референдуму, аби змінити Туреччину з парламентської на президентську республіку.
24 червня 2018 року у Туреччині пройшли дострокові президентські та парламентські вибори. Напередодні виборів у Стамбулі на мітинги проти президента вийшли мільйони турків, але Реджеп Ердоган все-таки переміг вже у першому турі, за нього проголосували 53 % виборців, тоді як лідера опозиційної Народно-республіканської партії Мухаррема Індже підтримав 31 % виборців. Інші суперники Ердогана отримали менше 8 % голосів. Владна «Партія справедливості і розвитку» здобула більшу кількість місць у парламенті, за неї віддали голоси 42 % виборців, а за опозиційну «Народно-республіканську партію» — 23 % голосів, ультраправу «Партію націоналістичного руху» — 11 %. Явка на президентські вибори становила 86,82 %, а на парламентських — 87 %. Вперше в історії країни вибори голови держави і парламенту відбулись одночасно. Ними завершився перехід Туреччини до президентської форми правління.
Відповідно до нової Конституції Туреччини Ердоган отримав більше повноважень. Ці зміни були схвалені під час референдуму 2016чи 2017, як вище? р. і набули чинності після виборів. Згідно з ними президент отримав право призначати вищих посадових осіб, в тому числі міністрів і віце-президентів, можливість втручатися у правову систему країни, вводити надзвичайний стан та розпускати меджліс. Крім того, було скасовано посаду прем'єр-міністра. Після виборів ряд ЗМІ назвали Ердогана «новим турецьким султаном» та відзначали, що він розбудував вертикаль, подібну до тієї, яка була у Мустафи Кемаля.
Cмертна кара в Туреччині
7 липня 2016 року президент Ердоган зібрав масовий мітинг в Туреччині, де висловився за підтримку смертної кари. На мітингу був мільйон людей, які підтримували президента республіки Туреччина Реджепа Тайїпа Ердогана.
Мітинги на підтримку президента Ердогана відбулися і в інших містах Туреччини .
У липні 2017 р. Ердоган висловився за підтримку введення смертної кари в Туреччині .
Інфляція
У 2005 р. турецький уряд списав шість нулів на банківських купюрах, після чого новий курс — 2 ліри за долар тримався протягом 9 років.
При Ердогані була дуже висока інфляція. Так, 2021 року турецька ліра побила сумний рекорд. Саме ця валюта стала найбільш знеціненою у 2021 році. За офіційними даними турецького Держкомстату, річна інфляція склала 21 %. Альтернативні рахунки, проведені «ENAGRAP», якими оперує опозиція, фіксують річне зростання цін на рівні 58 %.
З листопада 2022 року ріна інфляція досягне піку в 74, 8% у травні, найвищого рівня з листопада місяця. Прогнози місячного зростання цін варіювалися від 2,7% до 3,3%. У результаті, ліра, впала до 32,25% за долар. Індекс цін вітчизняних виробників у травні зріс на 1,96% у мсячному вирахуванні, а, ріний приріст склав 57,68%.
Жорстка політика ознаменувала різку відмову від багаторічного грошово-кредитного стримування, яке відстоював президент Реджеп Тайїп Ердоган для економічного зростання інфляції та спровокувало багаторіну кризу вартості життя турків .
Ісламізація
Ердоган прийняв Туреччину світською державою, яка була створена такою ще при Ататюрку. До другого десятиліття свого правління він зробив Туреччину ісламською. При ньому скасували заборону носити хустки та хіджаби в школі і на роботі. Знаменитий візантійський собор в Стамбулі Ердоган перетворив з музею на мечеть Айя-Софія, скасувавши соломонове рішення Ататюрка. Він нелюбив феменісток, заперечував гендерну рівність, пропонував ввести покарання за подружню нерівність.
29 травня 2020 року під час нагоди 567 річниці з нагоди завоювання Константинополя у стінах Святої Софії пролунала сура «Аль-Фатиха» з Курану.
І згідно з опитуваннями, 73, 3% турків підтримують перетворення Ая-Софії на Мечеть, у той час як 22,4% висловилися Проти .
Економіка
За 20 років при Ердогані благополуччя Туреччини та його жителеів рішуче виросло. Перше десятиріччя спостерігалось зростання економіки на рекордні 8 % в рік, а показник національного багатства на душу населення виріс майже втричі — з 4,7 тисяч доларів в 2003 році до 12,5 тисяч в 2013-му. Усе це було завдяки ліберальній політиці та перспективі євроінтеграції. іноземці вкладали гроші в Туреччину, а Ердоган вкладав їх в інфраструктурні проекти. Однак при другому десятилітті ріст ВВП впав вдвічі, ВВП на душу населення перестали рости і навіть скоротились, а ціни почали рости невидимими темпами з 2001 року, — більше 60 % в рік. Національна валюта пережила декілька девальвацій. Це стало результатом того, що Ердоган, підпорядкувавши собі всі інститути почав вмішуватись в політику центрального банку. Але тим не менш, головні галузі економіки — енергетика, туризм, транспорт, промисловість розвивались або стабільно, або бурхливо.
Президенські вибори 2023 року
28 травня 2023 року, за підсумками другого туру виборів, Реджеп Ердоган набрав 52,15 % голосів, а його конкурент Кемаль Киличдароглу — 47,85 %. 3 червня 2023 року відбулася інавгурація Реджепа Ердогана.
8 липня 2023 року під час зустрічі з президентом України В. Зеленським, Реджеп Ердоган заявив, що Україна заслоговує на членство в НАТО.
16 вересня Реджеп Ердоган сказав, що Європейський Союз намагається «відірватися» від Туреччини і заявив, що Анкара може порвати з ЄС.
19 вересня президент Ердоган заявив, що тільки влада України та РФ вирішують, коли закінчиться війна. При цьому окупований Росією Крим повернути зараз неможливо. Щодо антиросійських санкцій, Ердоган поставив запитання: Чи повинні ми робити те, що роблять члени ЄС?.
4 листопада того ж року президент Туреччини заявив про розрив усіх контактів з головою уряду Ізраїлю Беньяміном Нетаньяху. Причиною стали військові дії Ізраїлю в Секторі Гази. Очільник Туреччини вважає, що Нетаньяху несе головну відповідальність за насильство та втратив підтримку своїх громадян. Він порадив Нетаньяху зупинитися.
Тоді ж лідер Туреччни заявив, що сприятиме пришвидшенню парламентської процедури щодо ратифікації вступу Швеції до Північноатлантичного Альянсу
.

## Проблеми зі здоров'ям
26 квітня 2023 у прямому ефірі стало погано та повідомляють що у нього був інфаркт міокарду. Сам він знаходиться у лікарні.
30 квітня 2023 року Ердоган разом із дружиною вже вітав своїх прибічників, зокрема повідомив, що 29 квітня Організація національної розвідки Туреччини (MIT) ліквідувала лідера «Ісламської Держави» Абу Хусейна аль-Кураші.

## Нагороди
- Почесний громадянин Тегерана;
- В честь Ердогана названий мультиспортивний стадіон у Касимпаше — районі Стамбула;
- Орден Золотого руна (Грузія, 18 травня 2010 р.);
- Міжнародна премія Каддафі;
- 2004 — премія «Квадрига» з формулюванням «Міст поваги»;
- Почесний доктор МДІМВ (2011);
- Орден Золотого орла (Казахстан, 11 жовтня 2012 р.);
- Орден «Данакер» (Киргизія, 2011);
- Орден Гейдара Алієва (Азербайджан, 2 вересня 2014) — за особливі заслуги у зміцненні та розвитку дружніх, братніх зв'язків між Турецькою Республікою та Азербайджанською Республікою;
- Почесний професор ІМО МЗС Туркменії (2014);
- Великий хрест ордена Леопольда I (Бельгія, 5 жовтня 2015 року);
- Орден князя Ярослава Мудрого І ст. (15 жовтня 2020) — за визначний особистий внесок у зміцнення українсько-турецького міждержавного співробітництва, підтримку незалежності та територіальної цілісності України[71][72].

## Родина
У Ердогана і його дружини Еміне (вродженою Гюльбаран, Emine Gulbaran) четверо дітей: два сини — Ахмет Бурак (Ahmet Burak) і Неджмеддин Білал (Necmeddin Bilal) і дві дочки — Есра (Esra) і Сюмейє (Sumeyye).

## Вшанування
У містах Бурса та Стамбул є вулиця Ердогана.